# Баязитово (Миякинский район)
Баязи́тово (баш. Баязит) — село в Миякинском районе Башкортостана, входит в состав Сатыевского сельсовета.

## Население
| 2002 | 2009 | 2010 |
| ---- | ---- | ---- |
| 715  | ↘690 | ↘640 |

Национальный состав
Согласно переписи 2002 года, преобладающие национальности — татары (62 %), башкиры  (36 %) .
Согласно переписи 1920 года, в селе Баязитово проживало 1322 жителя татарской национальности.

## Географическое положение
Расстояние до:
- районного центра (Киргиз-Мияки): 27 км,
- центра сельсовета (Сатыево): 6 км,
- ближайшей ж/д станции (Аксёново): 70 км.

## Религия
В селе есть мечеть.